# Himenòfor
L'himenòfor és la part d'un fong sobre la qual s'hi desenvolupa l'himeni, format d'unir els elements cel·lulars fèrtils (ascs o basidis) que produeixen i porten a la maduració de les espores, i d'altres elements estèrils (parafisis, pèls, cistidis, etc.) amb diverses funcions estructurals no sempre conegudes del tot.
El seu aspecte té una notable importància sistemàtica. Amb el mateix terme algunes vegades s'indica també el cos fructífer sencer dels fongs.

## Tipus d'himenòfors
L'himenòfor pot ser:

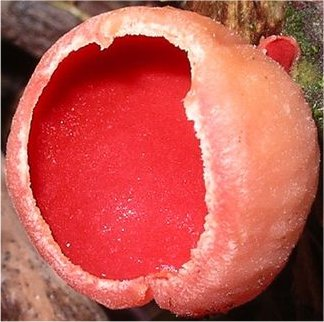
Himenòfor llis

- llis, tipologia molt difosa en els Ascomycetes;
- rugosa-crespada, típica dels Clavariaceae;
- en agulletes, com en Hydnaceae i alguns Thelephoraceae;
- amb làmina present en els Agaricales;
- amb túbul i porus, com en Boletaceae i Polyporaceae.

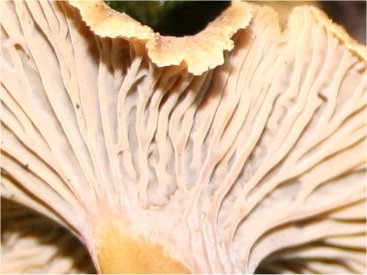
Himenòfor rugós

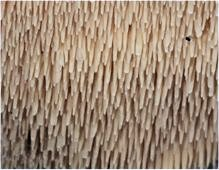
amb agulles

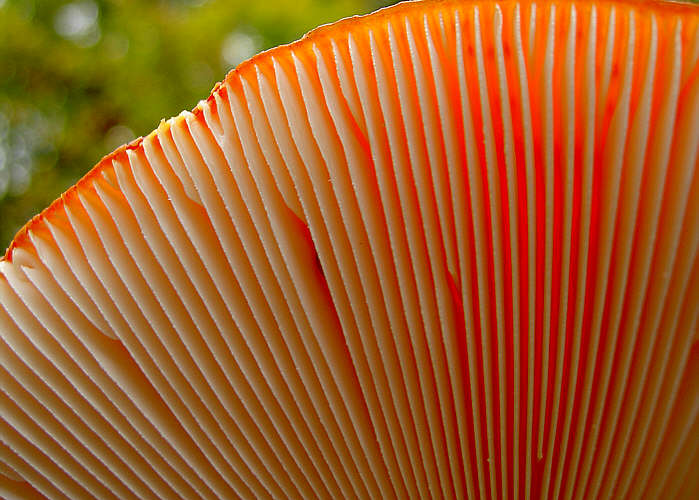
amb làmines

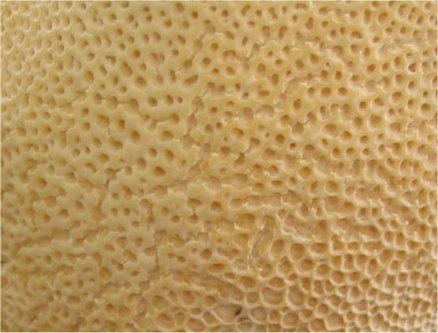
amb porus